# Lista de picos ultraproeminentes do Canadá
Esta é a lista dos 142 picos ultraproeminentes do Canadá, ou seja, das montanhas que excedem o valor de 1500 metros de proeminência topográfica e que se situam em território canadiano. 
Destes 142 picos ultraproeminentes, 102 localizam-se na Colúmbia Britânica, 20 no Yukon, 16 em Nunavut, 9 em Alberta e 1 nos Territórios do Noroeste. Há seis picos na fronteira entre Estados Unidos e Canadá, sendo 4 na fronteira entre Yukon e Alasca, e 2 na fronteira na fronteira entre Colúmbia Britânica e Alasca.

## Lista
| N. | Pico                      | Província                  | Cordilheira           | Altitude (m) | Proeminência (m) | Isolamento (km) | Coordenadas          |
| -- | ------------------------- | -------------------------- | --------------------- | ------------ | ---------------- | --------------- | -------------------- |
| 1  | Monte Logan               | Yukon                      | Montanhas Santo Elias | 5959         | 5247             | 622.74          | 60.5758°N 140.3694°W |
| 2  | Monte Fairweather         | British Columbia · Alaska  | Montanhas Santo Elias | 4663         | 3961             | 200.73          | 58.9064°N 137.5267°W |
| 3  | Monte Saint Elias         | Yukon · Alaska             | Montanhas Santo Elias | 5489         | 3429             | 41.19           | 60.2931°N 140.9264°W |
| 4  | Monte Waddington          | British Columbia           | Montanhas Costeiras   | 4016         | 3289             | 562.43          | 51.3736°N 125.2633°W |
| 5  | Monte Lucania             | Yukon                      | Montanhas Santo Elias | 5226         | 3080             | 43.01           | 61.0233°N 140.4656°W |
| 6  | Monte Monarch             | British Columbia           | Montanhas Costeiras   | 3459         | 2925             |                 | 51.8994°N 125.8758°W |
| 7  | Monte Robson              | British Columbia           | Canadian Rockies      | 3954         | 2829             | 459.54          | 53.1106°N 119.1564°W |
| 8  | Monte Sir Wilfrid Laurier | British Columbia           | Montanhas Columbia    | 3520         | 2728             | 51.73           | 52.8014°N 119.7317°W |
| 9  | Monte Vancouver           | Yukon                      | Montanhas Santo Elias | 4785         | 2712             | 44.07           | 60.3361°N 139.6947°W |
| 10 | Monte Sir Sandford        | British Columbia           | Montanhas Columbia    | 3522         | 2703             | 61.98           | 51.6567°N 117.8678°W |
| 11 | Pico Barbeau              | Nunavut                    | Ilha de Ellesmere     | 2616         | 2616             | 795.99          | 81.9083°N 75.0250°W  |
| 12 | Monte Skihist             | British Columbia           | Montanhas Costeiras   | 2968         | 2458             | 157.07          | 50.1878°N 121.9033°W |
| 13 | Monte Hubbard             | Yukon · Alaska             | Montanhas Saint Elias | 4577         | 2457             | 34.35           | 60.3192°N 139.0714°W |
| 14 | Monte Ratz                | British Columbia           | Montanhas Costeiras   | 3136         | 2430             | 311.3           | 57.3931°N 132.3033°W |
| 15 | Monte Odin                | British Columbia           | Montanhas Columbia    | 2971         | 2409             | 65.44           | 50.5517°N 118.1292°W |
| 16 | Monte Monashee            | British Columbia           | Montanhas Columbia    | 3274         | 2404             | 51.83           | 52.3853°N 118.9399°W |
| 17 | Monte Columbia            | Alberta                    | Canadian Rockies      | 3747         | 2371             | 158.02          | 52.1475°N 117.4406°W |
| 18 | Monte Queen Bess          | British Columbia           | Montanhas Costeiras   | 3313         | 2355             | 45.5            | 51.2714°N 124.5681°W |
| 19 | Monte Cook                | Yukon · Alaska             | Montanhas Saint Elias | 4194         | 2350.01          | 23.4            | 60.1819°N 139.9808°W |
| 20 | Monte Cooper              | British Columbia           | Montanhas Columbia    | 3094         | 2319             | 49.93           | 50.1797°N 117.1992°W |
| 21 | Monte Ulysses             | British Columbia           | Cordilheira Muskwa    | 3024         | 2294             | 435.86          | 57.3464°N 124.0928°W |
| 22 | Monte Wedge               | British Columbia           | Montanhas Costeiras   | 2892         | 2249             | 63.9            | 50.1331°N 122.7933°W |
| 23 | Monte Otter               | British Columbia           | Montanhas Costeiras   | 2692         | 2242             | 25.4            | 56.0067°N 129.6928°W |
| 24 | Pico Kwatna               | British Columbia           | Montanhas Costeiras   | 2290         | 2225             | 36.85           | 52.0706°N 126.9630°W |
| 25 | Pico Outlook              | Nunavut                    | Ilha Axel Heiberg     | 2210         | 2210             | 267.68          | 79.7500°N 91.3833°W  |
| 26 | Golden Hinde              | British Columbia           | Ilha de Vancouver     | 2195         | 2195             | 154.75          | 49.6625°N 125.7469°W |
| 27 | Pico Scud                 | British Columbia           | Montanhas Costeiras   | 2987         | 2172             | 57.44           | 57.2412°N 131.1676°W |
| 28 | Pico Keele                | Yukon                      | Montanhas Mackenzie   | 2952         | 2161             | 543.12          | 63.4311°N 130.3236°W |
| 29 | Monte Razorback           | British Columbia           | Montanhas Costeiras   | 3183         | 2153             | 36.53           | 51.5906°N 124.6908°W |
| 30 | Monte Odin                | Nunavut                    | Ilha de Baffin        | 2147         | 2143             | 585.62          | 66.5500°N 65.4333°W  |
| 31 | Monte Farnham             | British Columbia           | Montanhas Columbia    | 3481         | 2123             | 72.72           | 50.4889°N 116.4869°W |
| 32 | Pico Oscar                | British Columbia           | Montanhas Costeiras   | 2336         | 2099             | 35.48           | 54.9289°N 129.0594°W |
| 33 | Monte Assiniboine         | Alberta · British Columbia | Canadian Rockies      | 3618         | 2082             | 141.76          | 50.8697°N 115.6511°W |
| 34 | Monte Jancowski           | British Columbia           | Montanhas Costeiras   | 2729         | 2079             | 124.04          | 56.3372°N 129.9819°W |
| 35 | Pico Gladsheim            | British Columbia           | Montanhas Selkirk     | 2830         | 2056             | 53.41           | 49.7867°N 117.6272°W |
| 36 | Monte Dawson              | British Columbia           | Montanhas Columbia    | 3399         | 2045             | 63.44           | 51.1517°N 117.4206°W |
| 37 | South Ellesmere Ice Cap   | Nunavut                    | Ilha Ellesmere        | 2347         | 2044             | 353.83          | 78.8007°N 79.5292°W  |
| 38 | Monte Edith Cavell        | Alberta                    | Canadian Rockies      | 3368         | 2033             | 47.21           | 52.6672°N 118.0567°W |
| 39 | Pico Alsek                | Yukon                      | Montanhas Saint Elias | 2740         | 2025             | 68.46           | 60.0325°N 137.5915°W |
| 40 | Monte Valpy               | British Columbia           | Montanhas Costeiras   | 2219         | 2014             | 49.42           | 54.2750°N 129.0567°W |
| 41 | Monte Cairnes             | Yukon                      | Montanhas Saint Elias | 2820         | 2000             | 40.19           | 60.8683°N 138.2769°W |
| 42 | Monte Chatsquot           | British Columbia           | Montanhas Costeiras   | 2365         | 1981             | 57.69           | 53.1422°N 127.4772°W |
| 43 | Pico Buckwell             | British Columbia · Yukon   | Montanhas Saint Elias | 2721         | 1971             | 56.35           | 59.4188°N 136.7653°W |
| 44 | Monte Priestley           | British Columbia           | Montanhas Costeiras   | 2366         | 1945             | 50.4            | 55.2297°N 128.8758°W |
| 45 | Monte Angilaaq            | Nunavut                    | Ilha Bylot            | 1944         | 1944             | 147.61          | 73.2294°N 78.6233°W  |
| 46 | Devon Ice Cap             | Nunavut                    | Ilha Devon            | 1908         | 1920.24          | 264.87          | 75.3429°N 82.6186°W  |
| 47 | Monte Goodsir             | British Columbia           | Canadian Rockies      | 3581         | 1917             | 64.12           | 51.2067°N 116.4044°W |
| 48 | Picos Sharks Teeth        | British Columbia           | Montanhas Costeiras   | 2304         | 1914             | 21.89           | 53.0072°N 127.2403°W |
| 49 | Pico Detour               | British Columbia · Yukon   | Montanhas Saint Elias | 2550         | 1906             | 21.18           | 59.8424°N 137.5856°W |
| 50 | Monte Silvertip           | British Columbia           | Cordilheira Cascade   | 2596         | 1866             | 19.55           | 49.1631°N 121.2161°W |
| 51 | Picos Seven Sisters       | British Columbia           | Montanhas Costeiras   | 2755         | 1862             | 68.76           | 54.9736°N 128.2108°W |
| 52 | Monte Saugstad            | British Columbia           | Montanhas Costeiras   | 2908         | 1850             | 38.62           | 52.2542°N 126.5150°W |
| 53 | Pico Victoria             | British Columbia           | Ilha de Vancouver     | 2159         | 1845             | 35.37           | 50.0547°N 126.1011°W |
| 54 | Pico Brian Boru           | British Columbia           | Montanhas Costeiras   | 2507         | 1832             | 32.84           | 55.0739°N 127.5742°W |
| 55 | Pico Howson               | British Columbia           | Montanhas Costeiras   | 2759         | 1829             | 254.29          | 54.4183°N 127.7439°W |
| 56 | Pico Atna                 | British Columbia           | Montanhas Costeiras   | 2755         | 1828             | 56.81           | 53.9397°N 128.0458°W |
| 57 | Pico Tsaydaychuz          | British Columbia           | Montanhas Costeiras   | 2758         | 1826             | 82.78           | 53.0214°N 126.6428°W |
| 58 | Monte Kootenay            | British Columbia           | Montanhas Selkirk     | 2456         | 1801             | 60.01           | 49.2408°N 116.8225°W |
| 59 | Pico Shedin               | British Columbia           | Montanhas Skeena      | 2588         | 1798             | 118.15          | 55.9392°N 127.4800°W |
| 60 | Monte Martha Black        | Yukon                      | Montanhas Saint Elias | 2512         | 1797             | 18.59           | 60.6714°N 137.6222°W |
| 61 | Monte Qiajivik            | Nunavut                    | Ilha de Baffin        | 1963         | 1787             | 724.97          | 72.1806°N 75.9111°W  |
| 62 | Pico Birkenhead           | British Columbia           | Montanhas Costeiras   | 2506         | 1781             | 21.01           | 50.5111°N 122.6211°W |
| 63 | Monte Harrison            | British Columbia           | Canadian Rockies      | 3368         | 1770             | 52.07           | 50.0603°N 115.2058°W |
| 64 | Monte Edziza              | British Columbia           | Montanhas Costeiras   | 2793         | 1763             | 61.77           | 57.7156°N 130.6347°W |
| 65 | Monte Sir Alexander       | British Columbia           | Canadian Rockies      | 3275         | 1762             | 87.77           | 53.9358°N 120.3864°W |
| 66 | Monte Hector (Alberta)    | Alberta                    | Canadian Rockies      | 3394         | 1759             | 21.47           | 51.5750°N 116.2594°W |
| 67 | Pico Chutine              | British Columbia           | Montanhas Costeiras   | 2903         | 1758             | 42.62           | 57.7767°N 132.3333°W |
| 68 | Monte Whitehorn           | British Columbia           | Canadian Rockies      | 3395         | 1747             | 7.94            | 53.1356°N 119.2611°W |
| 69 | Monte Chown               | Alberta                    | Canadian Rockies      | 3331         | 1746             | 30.65           | 53.3969°N 119.4175°W |
| 70 | Pico 08-46                | Nunavut                    | Ilha Ellesmere        | 2181         | 1745             | 35.14           | 80.1370°N 76.7763°W  |
| 71 | Pico Thudaka              | British Columbia           | Montanhas Cassiar     | 2751         | 1739             | 103.45          | 57.9272°N 126.8486°W |
| 72 | Pico Unuk                 | British Columbia           | Montanhas Costeiras   | 2595         | 1725             | 13.79           | 56.3764°N 130.1933°W |
| 73 | Pico Cond                 | British Columbia           | Montanhas Selkirk     | 2801         | 1720             | 35.25           | 49.7461°N 117.1419°W |
| 74 | Pico Sittakanay           | British Columbia           | Montanhas Costeiras   | 2415         | 1710             | 39.43           | 58.4786°N 133.3623°W |
| 75 | Devils Paw                | British Columbia · Alaska  | Montanhas Costeiras   | 2593         | 1703             | 138.26          | 58.7289°N 133.8403°W |
| 76 | Monte Pukeashun           | British Columbia           | Montanhas Columbia    | 2301         | 1696             | 56.43           | 51.2047°N 119.2358°W |
| 77 | Pico Morton               | British Columbia           | Shuswap Highland      | 2250         | 1695             | 30.48           | 50.7653°N 118.8430°W |
| 78 | Monte Thunder             | British Columbia           | Montanhas Costeiras   | 2664         | 1694             | 27.58           | 52.5533°N 126.3700°W |
| 79 | Monte Perseus             | British Columbia           | Quesnel Highland      | 2553         | 1683             | 40.74           | 52.3542°N 120.5325°W |